# Charles Bukowski

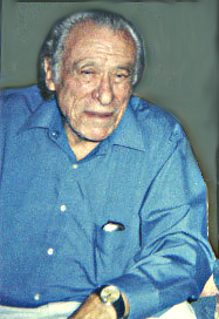
Charles Bukowski (1988)

Henry Charles Bukowski, Jr. (* 16. August 1920 als Heinrich Karl Bukowski in Andernach; † 9. März 1994 in San Pedro, Los Angeles; amerikanische Aussprache: [buːˈkaʊski]; deutsche Aussprache: [buˈkɔfski]) war ein deutschamerikanischer Dichter und Schriftsteller. Er veröffentlichte von 1960 bis zu seinem Tod über vierzig Bücher mit Gedichten und Prosa.

## Leben

### Junge Jahre

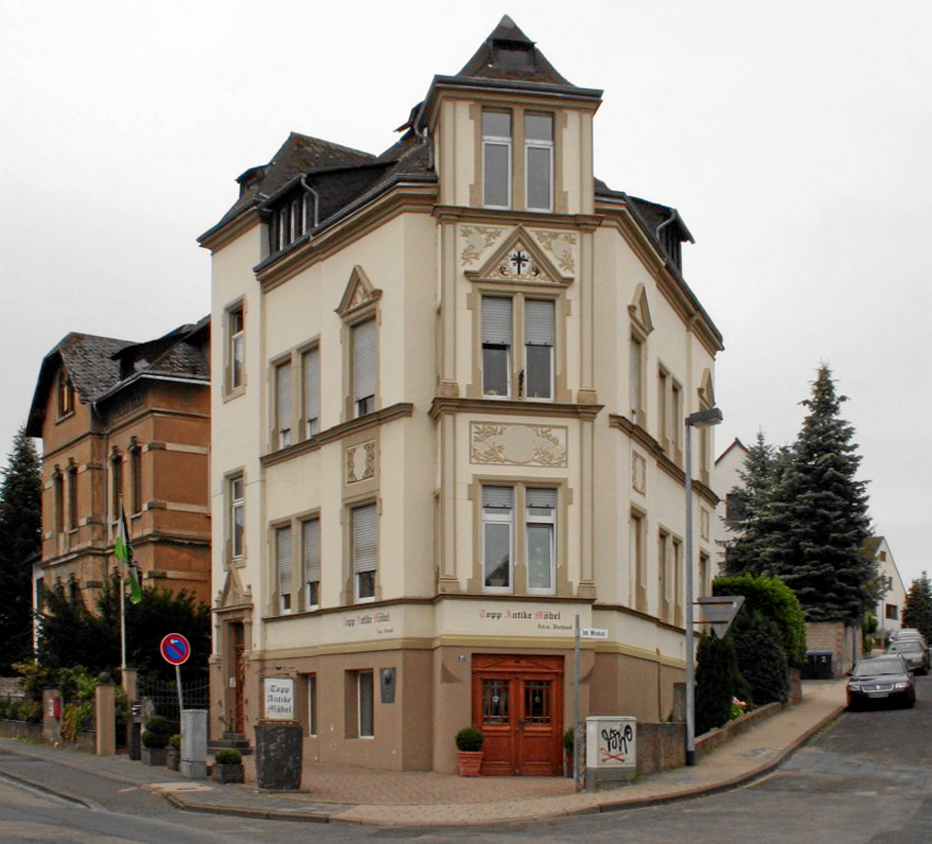
Geburtshaus Bukowskis in der Aktienstraße 12 in Andernach

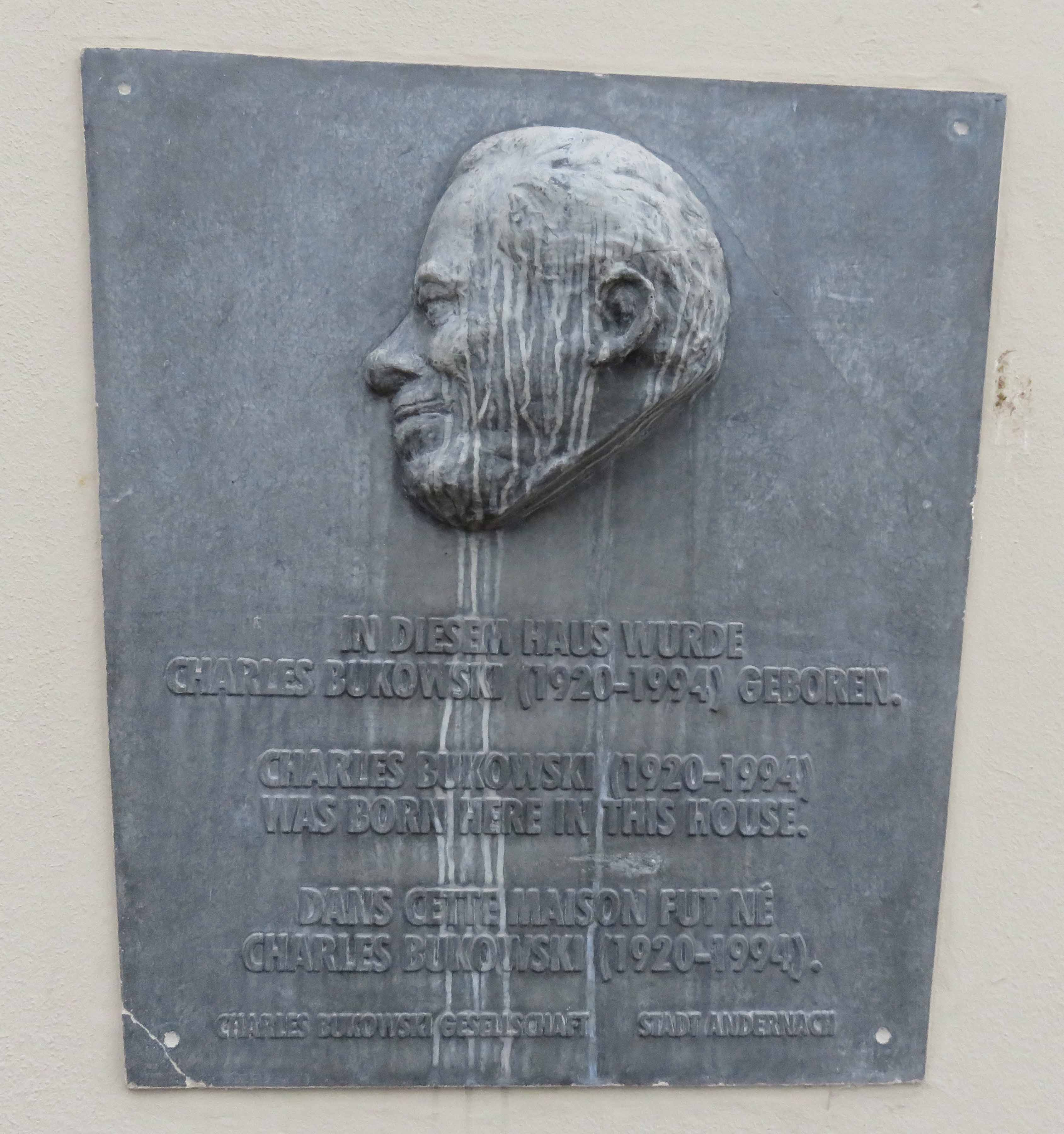
Gedenktafel über Bukowski an der Fassade seines Geburtshauses

Bukowski wurde im rheinischen Andernach geboren, woher auch seine Mutter Katharina Fett (1895–1956) stammte. Sein im kalifornischen Pasadena geborener Vater Henry Bukowski (1895–1958) war in Folge des Ersten Weltkrieges als Besatzungssoldat der Third United States Army nach Andernach gekommen. Eine aufgrund des Namens zu vermutende polnische Herkunft des Vaters ist nicht belegt. Über Bukowskis Großvater Leonard Bukowski (1860–1926) ist nur bekannt, dass er nach Beendigung seines Wehrdienstes aus dem Deutschen Reich in die USA emigriert war, wo er sich als Zimmermann zunächst in Cleveland niedergelassen und anschließend die in Danzig geborene Emilie Olga Krause (1865–1949) geheiratet hatte. Wie Bukowski selbst annahm, erscheint es plausibler, dass seine Vorfahren väterlicherseits um 1780 herum im Zuge der Teilungen Polens zu Staatsbürgern Preußens wurden.
1923 zog Bukowski im Alter von drei Jahren mit seinen Eltern nach Los Angeles. Nach der Entlassung aus der Armee fand sein Vater nur eine Arbeit als Milchlieferant. Die Familie lebte aus diesem Grund zeitweise in ärmlichen Verhältnissen. Regelmäßig betrog der Vater außerdem Bukowskis Mutter mit anderen Frauen, betrank sich und misshandelte seinen eigenen Sohn körperlich. In die Pubertät gekommen, litt Bukowski zudem an starker Akne und bildete am ganzen Körper Pusteln, weshalb er ein ganzes Jahr nicht die Schule besuchen konnte, was er in Das Schlimmste kommt noch oder Fast eine Jugend verarbeitete.
Nach der Schule studierte Bukowski zunächst Journalismus am Los Angeles City College und versuchte sich bereits in jungen Jahren zunächst erfolglos als Schriftsteller. Er wohnte noch zu Hause, widerstand aber allen Versuchen seiner Eltern, ihn in das Bürgertum zu integrieren, welchem diese versuchten anzugehören. Nachdem sein Vater Anfang 1941 entdeckt hatte, dass er heimlich schrieb, warf er die Manuskripte und die Schreibmaschine seines Sohnes aus dem Fenster, der daraufhin das Haus verließ, das Studium abbrach und von Gelegenheitsarbeiten lebte. Der Alkohol gewann früh in seinem Leben Bedeutung. Viele Jahre lang lebte er wenig sesshaft, hatte zahlreiche Jobs, saß für kurze Zeit wegen Trunkenheit im Gefängnis und sogar in der Psychiatrie. Stationen dieser Wanderjahre waren unter anderem New Orleans, Miami Beach, New York City, Atlanta, Chicago und Philadelphia. Er war 1,79 m groß und wog ca. 90 kg. 1943 wurde er gemustert und als physisch sowie mental untauglich für den Militärdienst eingestuft, weshalb ihm ein Einsatz an den Schauplätzen des Zweiten Weltkrieges erspart blieb.
Sein Leben war seit seiner Jugend vom Widerspruch gegen die Ideale des Bürgertums geprägt. Das zeigte sich vor allem im offenen Umgang mit der Sexualität: „Ob ich ein Genie war oder nicht, interessierte mich nicht so sehr wie die Tatsache, dass ich kein Teil von irgendetwas sein wollte“.

### Arbeit bei der Post und erste Ehe
1947 kehrte Bukowski nach Los Angeles zurück und lernte die zehn Jahre ältere Jane Cooney Baker (1910–1962) kennen, mit der er bis Anfang der 1950er-Jahre zusammenlebte. Ab 1952 arbeitete er knapp drei Jahre lang beim United States Postal Service als Briefzusteller. 1954 wurde er wegen einer Magenblutung, die beinahe tödlich verlaufen wäre, in ein Krankenhaus eingeliefert. Nach seiner Entlassung begann er erstmals, Gedichte zu schreiben. 
Ende 1955 heiratete er in Las Vegas Barbara Frye (1932–1984), mit der er über zwei Jahre in Texas zusammenlebte. Frye, die aus einer vermögenden texanischen Familie stammte, war selbst Schriftstellerin und zugleich Herausgeberin eines kleinen, alternativen Literaturmagazins namens Harlequin.1957 starb seine Mutter an Krebs. Im Jahr darauf wurde Bukowskis Ehe geschieden (18. März 1958) In der Scheidungsvereinbarung wurde ihm das gemeinsame Auto (Plymouth 1957) zugesprochen. Der Vater starb am 4. Dezember 1958 bei einem Schlaganfall. Charles Bukowski erbte das Haus in einem Vorort von Los Angeles und erhielt aus dem Verkauf 16.000 $.
Danach war Bukowski wieder bei der Post in Los Angeles angestellt, diesmal im Innendienst. Er arbeitete elf Jahre als Briefsortierer (1958 - 1969). Seine Erlebnisse als Angestellter des United States Postal Service verarbeitete Bukowski in seinem 1971 erschienenen ersten Roman Der Mann mit der Ledertasche (Post Office). Im Januar 1962 starb Bukowskis frühere Lebensgefährtin Jane Cooney Baker, laut Bukowski infolge ihres übermäßigen Alkoholkonsums.

### Frances Dean Smith, Tochter Marina  und Linda King
Am 6. September 1964 wurde Bukowski Vater einer Tochter, Marina Louise Bukowski. Mit der Mutter des Mädchens, Frances Dean Smith (1922–2009), lebte Bukowski zusammen; sie waren nicht verheiratet. In einem Interview mit der Zeitung Long Beach Press-Telegram von 2000 beschrieb Marina (jetzt Marina Bukowski Stone) ihn als einen liebevollen Vater.
Anfang der 1970er-Jahre unterhielt Bukowski eine Affäre zur Bildhauerin Linda King (* 1940). Die Beziehung zog sich über mehrere Jahre hin, wobei es zu mehrfachen Trennungen mit anschließender Versöhnung kam. Die zum Teil schmerzhaften Erfahrungen dieser Beziehung verarbeitete Bukowski in mehreren Kapiteln seines Romans Das Liebesleben der Hyäne (Women),

### Erste Erfolge

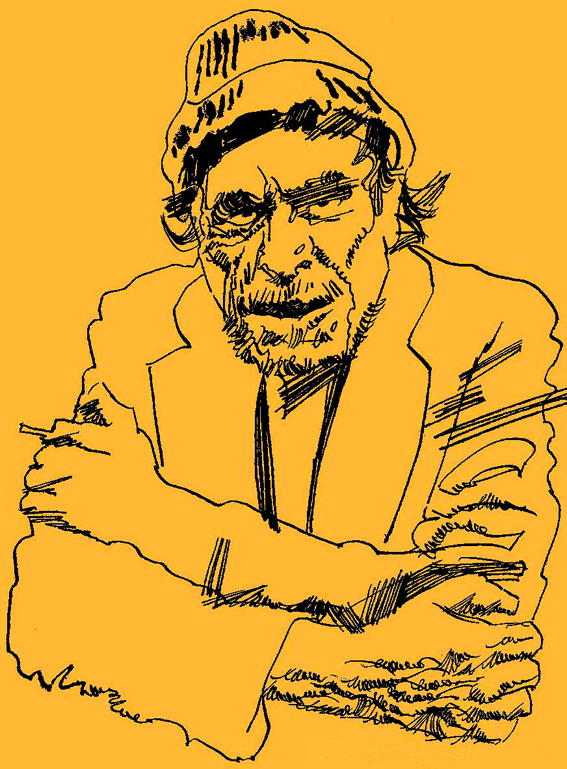
Bukowski, gezeichnet vom italienischen Künstler Graziano Origa

1962 brachte die Literaturzeitschrift The Outsider eine Sonderausgabe über Bukowski und verlieh ihm den Titel „Outsider of the Year“. Die Verleger der Zeitschrift, Louise und John Webb, brachten 1963 auch Bukowskis ersten großen Gedichtband heraus (It Catches My Heart in Its Hand). In der Zeit als Briefsortierer fing Bukowski zudem an, wöchentliche Kolumnen für die Alternativzeitung Open City in Los Angeles zu schreiben. Ein Teil der Kurzgeschichten erschien später in Buchform (Notes of a Dirty Old Man).
Am 2. Januar 1970 gab Bukowski (damals 49 Jahre alt) die Arbeit bei der Post auf und versuchte, ausschließlich von seiner Tätigkeit als Schriftsteller zu leben. Ermöglicht wurde ihm dies unter anderem durch eine regelmäßige Zuwendung seines damaligen Verlegers John Martin von Black Sparrow Press. Er wurde zu vielen seiner Geschichten und Gedichte in dieser Zeit inspiriert durch die Bewohner East Hollywoods, wo er lebte.
Mitte 1977 lernte Bukowski den aus Deutschland eingewanderten Fotografen Michael Montfort kennen, der auf der Suche nach Fotos für das kulturpolitische Magazin Rogner’s Magazin bei ihm vorstellig wurde. Montfort hatte als Begrüßungsgeschenk einen Karton Wein dabei und nach ein paar Gläsern ließ sich Bukowski bereitwillig fotografieren. Aus dieser Begegnung entwickelte sich eine Freundschaft, die bis zu Bukowskis Tod anhalten sollte und im Laufe derer mehrere Fotobände über Bukowski entstanden. Das tausende Bukowski-Fotos umfassende Archiv von Montfort wurde von Montforts Tochter 2014 der Huntington Library vermacht.

### Reife Jahre und zweite Ehe

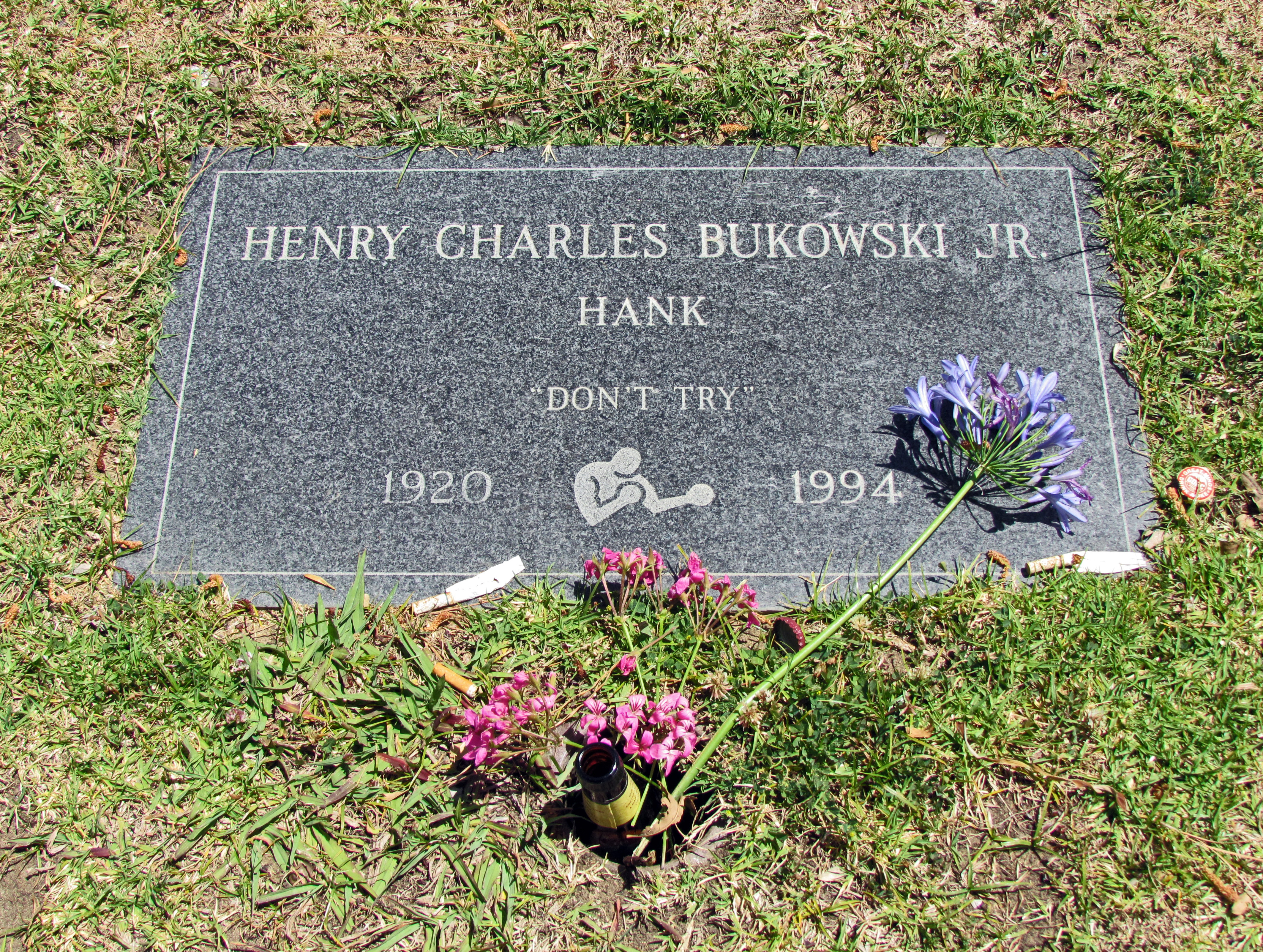
Grabstein Bukowskis

1977 lernte Bukowski Linda Lee Beighle kennen, die damals Besitzerin eines Bioladens mit einem Imbiss in Redondo Beach war, den sie allein betrieb. Linda war etwa 30 Jahre jünger und stammte aus einer angesehenen Familie mit teilweise deutsch-waliser Herkunft aus der Gegend von Philadelphia. Sie war schon früh von zu Hause ausgezogen und hatte in Indien einen Guru gefunden: Meher Baba („Don’t worry, be happy“), dem u. a. auch Pete Townshend, Terry Riley und Bobby McFerrin folgten und Lieder widmeten. Sie und die meisten ihrer Kunden gehörten zu den kalifornischen Blumenkindern, die die kalifornische Subkultur ab Mitte der sechziger Jahre prägten. Im Oktober 1978 erwarb Bukowski ein Haus in San Pedro und beide lebten mit einigen Unterbrechungen bis zu Bukowskis Lebensende zusammen.
Die Bücher Bukowskis hatten vor allem in Deutschland großen Erfolg. Im Mai 1978 flogen Charles (Hank) und Linda Lee auf Anregung ihres Übersetzers Carl Weissner, der das Werk Bukowskis seit zehn Jahren betreute, nach Deutschland, um Verlage zu besuchen und Lesungen abzuhalten. Zuvor besuchten sie Bukowskis Geburtsort Andernach und seinen dort lebenden 90-jährigen Onkel. Danach folgte eine Lesung in der Markthalle in Hamburg, die eine starke Reaktionen der Presse hervorrief. Der Dokumentarfilmer Georg Stefan Troller hielt 1982 Szenen bukowskischer Alltagsbewältigung in seiner Personenbeschreibung Portrait des Künstlers als alter Hund fest. 1985 heirateten Bukowski und Beighle.
1994 verstarb Bukowski im Alter von 73 Jahren in seiner Wahlheimat San Pedro an Leukämie. Er wurde im Green Hills Memorial Park in Rancho Palos Verdes bestattet. Sein Grabstein trägt unter dem Spitznamen „Hank“ die Inschrift „DON’T TRY“, was laut Linda King sowohl im Sinne von „Versuche erst gar nicht, besser als ich zu sein“ wie auch als „Wenn du schreibst, versuche es nicht, sondern lass es fließen“ verstanden werden kann.

### Nachlass
Im Juni 2006 stiftete seine Witwe Linda Lee Bukowski in einer „bemerkenswert großzügigen Geste“ das literarische Archiv Bukowskis der Huntington-Library in San Marino, Kalifornien. Wegen der umfangreichen Registrierungsarbeiten kam es erst Ende 2010 zu einer ersten Ausstellung unter dem Titel „Charles Bukowski: Poet on the Edge“.

## Werk
Bukowski gab Anton Tschechow, John Fante und Louis-Ferdinand Céline (Reise ans Ende der Nacht) als literarische Vorbilder an.
Seine Geschichten sind häufig teilautobiografisch, wenngleich meist satirisch überhöht. Oft handelt das Werk von Menschen, die sich auf der Schattenseite des „American Way of Life“ befinden. Seine Protagonisten sind Kleinkriminelle, Alkoholiker, Obdachlose, Prostituierte und er selbst in Form seines literarischen Alter Egos Henry Chinaski (genannt Hank). Häufige Schauplätze sind Rennbahnen, sei es für Pferde- oder für Hunderennen.

„Auf der Basis seiner eigenen Erfahrungen schrieb er in knappem Stil harte, witzige Stories, Romane und Gedichte über das Leben in den Randzonen der bürgerl. amerikan. Gesellschaft. Schockwirkung durch die Darstellung brutaler Gewalt, obszöner Sexualität und des Schmutzes der Gosse.“

### Poesie
In den Gedichten hält er sich in kurzen, leicht verständlichen Sätzen an keine Regeln des Reims oder Rhythmus’, aber ab 1974 schleicht sich auch ein melancholischer Akzent in seine Schriften ein.

### Prosa
Bukowski schreibt in einer harten, direkten Sprache und spart in seinen Geschichten die schmuddeligen Aspekte des menschlichen Lebens nicht aus. Insbesondere seine Dialoge sind exzellent beobachtet, vereinzelt auch bis zur Drastik eines Edward Albee oder Arthur Miller. Kritiker nannten ihn auch den „Schreibweltmeister im Schwergewicht“. In seinem erzählenden Werk ist er zugleich meist komisch, absurd und angereichert mit Selbstironie.
Einen Einblick in seine Kindheit und Jugend gibt der Coming-of-Age-Roman Das Schlimmste kommt noch oder Fast eine Jugend. Den Originaltitel Ham on Rye wählte Bukowski in Anlehnung an den Titel Catcher in the Rye (deutsch unter dem Titel Der Fänger im Roggen erschienen) von J. D. Salinger.
In dem Roman Ausgeträumt (Pulp), den er während seiner letzten schweren Krebserkrankung beendete, verlässt er den Bereich des autobiografischen Schreibens, obwohl er auf der Ebene des personalen Erzählers bleibt. Erzählt wird die Geschichte des Privatdetektivs Nick Belane, der den Tod in der Figur einer schönen Frau findet. Autobiografische Züge sind in diesem letzten Roman nur noch in symbolischer Form und stark verfremdet zu finden.

### Wirkung und Erfolg
Der „in den USA vielleicht nicht berühmteste, doch in den Buchläden meistgeklaute Autor“ Bukowski gilt vielen als Mythos und Kult und war insbesondere in Europa sehr erfolgreich. Allein in Deutschland verkaufte er mehr als vier Millionen Bücher. Bukowski selbst hat das Bild des saufenden und krakeelenden Genies nach Kräften gefördert. Legendär ist die Lesung in der Hamburger Markthalle am 18. Mai 1978, bei der ein Kühlschrank auf der Bühne stehen musste, damit der Nachschub an wohltemperiertem Wein der Sorte Müller-Thurgau nicht abriss. Über die Reise nach Deutschland und den Auftritt in der Hamburger Markthalle schrieb er den Reisebericht Die Ochsentour. Im späteren Leben hatte er den Alkoholismus anscheinend im Griff und soll um einiges ruhiger und sensibler gewesen sein, als sein Image besagte.
Die meisten deutschen Übersetzungen stammen von Carl Weissner, mit dem Bukowski eine enge Freundschaft verband. Paraphrasiert wird dies von Bukowski im Buch „Schlechte Verlierer“ (Originaltitel: Erections, Ejaculations, Exhibitions and General Tales of Ordinary Madness), in dem ein Freund namens Carl Vossner scherzhaft von Hank am Telefon erwähnt wird.
Charles Bukowski war kein Teil der Literaturszene und obwohl er von verschiedenen Universitäten zu Lesungen aufgefordert und seine Bücher häufig gut besprochen wurden, wurde, hielt er Distanz zur literarischen Welt:

„… Ich bin aber kein Schriftsteller. Wovor ich Angst habe: Einer zu werden, ein sehr guter zu werden, einer, der weiß, WIE MAN GROSSE TÖNE SPUCKT … Das macht mir Angst, und ich traue mir selbst nicht mehr. Angst, dass ich den Boden unter den Füßen verliere, dass ich mit meinen Augen nicht mehr das wahre Licht sehen kann.“